# Sphaerodorum recurvatum
Sphaerodorum recurvatum är en ringmaskart som beskrevs av Fauchald 1974. Sphaerodorum recurvatum ingår i släktet Sphaerodorum och familjen Sphaerodoridae. Inga underarter finns listade i Catalogue of Life.